# Metopius leiopygus
Metopius leiopygus är en stekelart som beskrevs av Förster 1850. Metopius leiopygus ingår i släktet Metopius och familjen brokparasitsteklar. Arten är reproducerande i Sverige. Inga underarter finns listade i Catalogue of Life.